# Damernas 100 meter häck vid världsmästerskapen i friidrott 2022

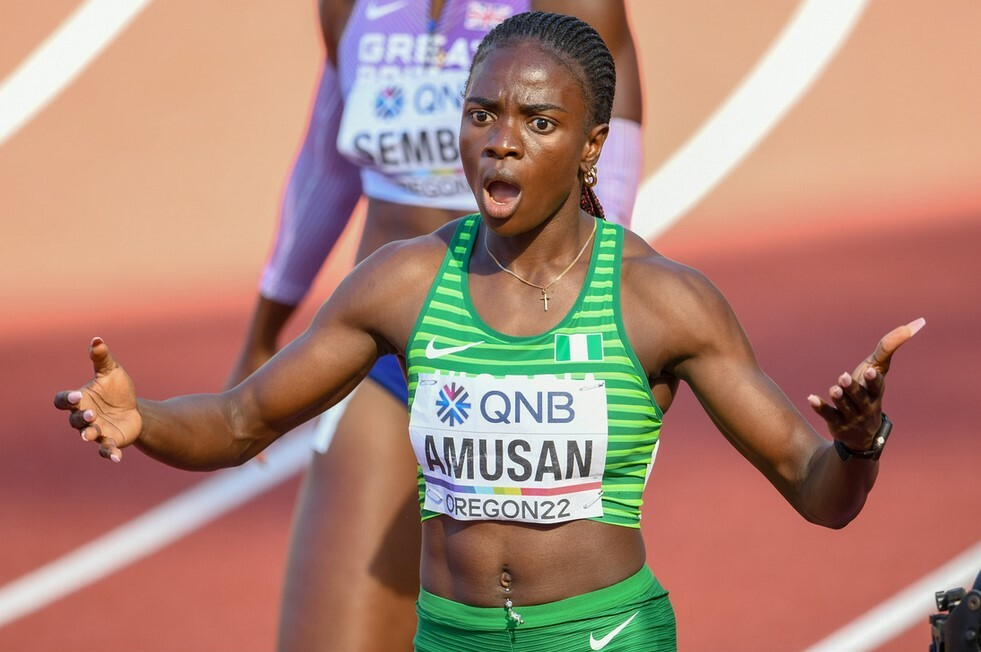
Tobi Amusan, World Athletics Championships.

Damernas 100 meter häck vid världsmästerskapen i friidrott 2022 avgjordes den 23 och 24 juli 2022 på Hayward Field i Eugene i USA.
I semifinalen satte nigerianska Tobi Amusan ett nytt världsrekord på 100 meter häck efter ett lopp på tiden 12,12 sekunder. I finalen tog hon sedan guld med ett lopp på 12,06 sekunder. Det blev dock inte ytterligare något världsrekord för Amusan då hon hade för hög medvind +2,5 m/s för att det skulle räknas som ett världsrekord. Silvret togs av jamaicanska Britany Anderson och bronset togs av puertoricanska Jasmine Camacho-Quinn.

## Rekord
Innan tävlingens start fanns följande rekord:
| Rekord                                         | Idrottare                | Tid   | Plats                   | Datum            |
| ---------------------------------------------- | ------------------------ | ----- | ----------------------- | ---------------- |
| Världsrekord                                   | Kendra Harrison (USA)    | 12,20 | London, Storbritannien  | 22 juli 2016     |
| Mästerskapsrekord                              | Sally Pearson (AUS)      | 12,28 | Daegu, Sydkorea         | 3 september 2011 |
| Världsårsbästa                                 | Kendra Harrison (USA)    | 12,34 | Eugene, USA             | 25 juni 2022     |
| Afrikanskt rekord                              | Tobi Amusan (NGR)        | 12,41 | Paris, Frankrike        | 18 juni 2022     |
| Asiatiskt rekord                               | Olga Sjisjigina (KAZ)    | 12,44 | Luzern, Schweiz         | 27 juni 1995     |
| Nord-, centralamerikanskt och karibiskt rekord | Kendra Harrison (USA)    | 12,20 | London, Storbritannien  | 22 juli 2016     |
| Sydamerikanskt rekord                          | Maurren Higa Maggi (BRA) | 12,71 | Manaus, Brasilien       | 19 maj 2001      |
| Europeiskt rekord                              | Jordanka Donkova (BUL)   | 12,21 | Stara Zagora, Bulgarien | 20 augusti 1988  |
| Oceaniskt rekord                               | Sally Pearson (AUS)      | 12,28 | Daegu, Sydkorea         | 3 september 2011 |

## Program
Alla tider är lokal tid (UTC−7).
| Datum   | Tid   | Omgång      |
| ------- | ----- | ----------- |
| 23 juli | 11:20 | Försöksheat |
| 24 juli | 17:05 | Semifinaler |
| 24 juli | 19:00 | Final       |

## Resultat

### Försöksheat
De tre första i varje heat 0Q0 samt de sex snabbaste tiderna 0q0 kvalificerade sig för semifinalerna.
| Placering | Heat | Namn                  | Nationalitet   | Tid   | Noteringar |
| --------- | ---- | --------------------- | -------------- | ----- | ---------- |
| 1         | 3    | Tobi Amusan           | Nigeria        | 12,40 | 0Q0, 0AR0  |
| 2         | 5    | Alia Armstrong        | USA            | 12,48 | 0Q0        |
| 3         | 2    | Jasmine Camacho-Quinn | Puerto Rico    | 12,52 | 0Q0        |
| 4         | 1    | Britany Anderson      | Jamaica        | 12,59 | 0Q0        |
| 5         | 6    | Kendra Harrison       | USA            | 12,60 | 0Q0        |
| 6         | 6    | Cindy Sember          | Storbritannien | 12,67 | 0Q0        |
| 7         | 2    | Devynne Charlton      | Bahamas        | 12,69 | 0Q0        |
| 8         | 4    | Pia Skrzyszowska      | Polen          | 12,70 | 0Q0        |
| 9         | 5    | Megan Tapper          | Jamaica        | 12,73 | 0Q0        |
| 10        | 4    | Nadine Visser         | Nederländerna  | 12,76 | 0Q0        |
| 11        | 6    | Michelle Jenneke      | Australien     | 12,84 | 0Q0, 0SB0  |
| 12        | 3    | Danielle Williams     | Jamaica        | 12,87 | 0Q0        |
| 13        | 5    | Marione Fourie        | Sydafrika      | 12,94 | 0Q0        |
| 14        | 1    | Michelle Harrison     | Kanada         | 12,95 | 0Q0        |
| 15        | 5    | Mako Fukube           | Japan          | 12,96 | 0q0        |
| 16        | 3    | Sarah Lavin           | Irland         | 12,99 | 0Q0        |
| 17        | 2    | Noemi Zbären          | Schweiz        | 13,00 | 0Q0        |
| 18        | 3    | Celeste Mucci         | Australien     | 13,01 | 0q0        |
| 19        | 5    | Laëticia Bapté        | Frankrike      | 13,03 | 0q0        |
| 20        | 1    | Mette Graversgaard    | Danmark        | 13,04 | 0Q0        |
| 21        | 6    | Reetta Hurske         | Finland        | 13,09 | 0q0        |
| 22        | 6    | Masumi Aoki           | Japan          | 13,12 | 0q0        |
| 23        | 3    | Ditaji Kambundji      | Schweiz        | 13,12 | 0q0        |
| 24        | 6    | Yoveinny Mota         | Venezuela      | 13,12 |            |
| 25        | 3    | Ebony Morrison        | Liberia        | 13,12 |            |
| 26        | 4    | Andrea Vargas         | Costa Rica     | 13,12 | 0Q0        |
| 27        | 4    | Paola Vazquez         | Puerto Rico    | 13,13 |            |
| 28        | 2    | Cyréna Samba-Mayela   | Frankrike      | 13,15 |            |
| 29        | 6    | Elisa Di Lazzaro      | Italien        | 13,16 |            |
| 30        | 1    | Greisys Roble         | Kuba           | 13,24 |            |
| 31        | 1    | Anne Zagré            | Belgien        | 13,25 |            |
| 32        | 2    | Klaudia Siciarz       | Polen          | 13,27 |            |
| 33        | 4    | Helena Jiranová       | Tjeckien       | 13,37 |            |
| 34        | 2    | Zoë Sedney            | Nederländerna  | 13,38 |            |
| 35        | 3    | Sidonie Fiadanantsoa  | Madagaskar     | 13,57 |            |
| 36        | 1    | Naomi Akakpo          | Togo           | 13,64 |            |
| 37        | 2    | Ketiley Batista       | Brasilien      | 14,22 |            |
|           | 5    | Mulern Jean           | Haiti          |       | 0DNF0      |
|           | 1    | Nia Ali               | USA            |       | 0DSQ0      |
|           | 4    | Liz Clay              | Australien     |       | 0DSQ0      |
|           | 4    | Alaysha Johnson       | USA            |       | 0DSQ0      |

### Semifinaler
De två första i varje heat 0Q0 samt de två snabbaste tiderna 0q0 kvalificerade sig för finalen.
| Placering | Heat | Namn                  | Nationalitet   | Tid          | Noteringar |
| --------- | ---- | --------------------- | -------------- | ------------ | ---------- |
| 1         | 1    | Tobi Amusan           | Nigeria        | 12,12        | 0Q0, 0VR0  |
| 2         | 1    | Kendra Harrison       | USA            | 12,27        | 0Q0, 0SB0  |
| 3         | 3    | Britany Anderson      | Jamaica        | 12,31        | 0Q0, 0NR0  |
| 4         | 3    | Jasmine Camacho-Quinn | Puerto Rico    | 12,32        | 0Q0, 0SB0  |
| 5         | 1    | Danielle Williams     | Jamaica        | 12,41        | 0q0, 0SB0  |
| 6         | 2    | Alia Armstrong        | USA            | 12,43        | 0Q0, 0PB0  |
| 7         | 2    | Devynne Charlton      | Bahamas        | 12,46        | 0Q0, 0NR0  |
| 8         | 1    | Cindy Sember          | Storbritannien | 12,50        | 0q0, 0NR0  |
| 9         | 2    | Megan Tapper          | Jamaica        | 12,52        | 0PB0       |
| 10        | 2    | Pia Skrzyszowska      | Polen          | 12,62        | 0=PB0      |
| 11        | 1    | Michelle Jenneke      | Australien     | 12,66 (,656) | 0PB0       |
| 12        | 3    | Nadine Visser         | Nederländerna  | 12,66 (,659) | 0SB0       |
| 13        | 1    | Ditaji Kambundji      | Schweiz        | 12,70        | 0PB0       |
| 14        | 3    | Michelle Harrison     | Kanada         | 12,74        | 0PB0       |
| 15        | 1    | Andrea Vargas         | Costa Rica     | 12,82 (,812) | 0SB0       |
| 16        | 1    | Mako Fukube           | Japan          | 12,82 (,820) | 0NR0       |
| 17        | 3    | Sarah Lavin           | Irland         | 12,87        |            |
| 18        | 3    | Laëticia Bapté        | Frankrike      | 12,93 (,926) |            |
| 19        | 2    | Marione Fourie        | Sydafrika      | 12,93 (,927) | 0=PB0      |
| 20        | 3    | Noemi Zbären          | Schweiz        | 12,94        | 0SB0       |
| 21        | 2    | Masumi Aoki           | Japan          | 13,04        |            |
| 22        | 2    | Mette Graversgaard    | Danmark        | 13,05        |            |
| 23        | 3    | Reetta Hurske         | Finland        | 13,15        |            |
| 24        | 2    | Celeste Mucci         | Australien     |              | 0DSQ0      |

### Final
Finalen startade den 24 juli klockan 19:01. Det var för hög medvind +2.5 m/s för att Amusans tid skulle räknas som ett nytt världsrekord.
| Placering | Namn                  | Nationalitet   | Tid          | Noteringar |
| --------- | --------------------- | -------------- | ------------ | ---------- |
| 1         | Tobi Amusan           | Nigeria        | 12,06        | w          |
| 2         | Britany Anderson      | Jamaica        | 12,23 (,224) |            |
| 3         | Jasmine Camacho-Quinn | Puerto Rico    | 12,23 (,229) |            |
| 4         | Alia Armstrong        | USA            | 12,31        |            |
| 5         | Cindy Sember          | Storbritannien | 12,38        |            |
| 6         | Danielle Williams     | Jamaica        | 12,44        |            |
| 7         | Devynne Charlton      | Bahamas        | 12,53        |            |
|           | Kendra Harrison       | USA            |              | 0DSQ0      |